# Ahamkara
Ahaṃkāra (en sanskrit IAST ; devanāgarī: अहंकार) est un concept de la philosophie hindoue qui fait référence à l'ego lié à l'individualité humaine. C'est aussi dans l'Advaita Vedānta l'identification (adhyāsa) au soi individuel ou personnel (jīva) et l'attachement orgueilleux (abhimāna (en)) à son ego.
Ahaṃkāra est l'une des trois composantes de l'antaḥkaraṇa dans le système philosophique du Sāṃkhya, un des six darśana.  Le védanta ajoute citta à ces trois principes, on parlera d'organe interne quadruple (antaḥkaraṇa catustaya). Dans la philosophie du yoga, le terme  asmitā lui est préféré et n'a pas la même dimension cosmologique.

## Origines
On trouve le terme ahaṃkāra dans l'une des plus anciennes Upanishad, la Chandogya Upanishad.

## Dans la philosophie samkhya
Dans la philosophie classique du samkhya (telle que codifiée dans la Samkhya Karika et ses commentaires), l’ahamkara est le principe (tattva) qui procède de la buddhi, souvent traduite par « intellect » et première évolution de la prakriti. De l’ahamkara se produisent deux évolutions parallèles : d’une part manas, le mental, et les dix facultés (buddhindriya, les cinq sens, et karmendriya, les cinq facultés d’actions) et d’autre part les cinq éléments subtils (tanmatra), d’où proviennent les cinq éléments grossiers (mahabhuta).

## Ahaṃkāra et implications
Ahaṃkāra dans le yoga est vu comme un « ennemi spirituel », dans l'advaita vedanta comme une instance qui voile le réel, ce qui est. Dans le bhakti yoga le dévot dépasse son ego par la dévotion, à l'aide de chants et de mantras. Le tantrisme le considère comme positif, préconisant d'utiliser son ego pour ne faire qu'un avec la vérité ultime, le divin.
Le karma-yogin est censé agir de façon impartiale et impersonnelle, avec effacement de son ego et équanimité.